# آنیا نیسن
آنیا نیسن (به انگلیسی: Anja Nissen) (زاده ۶ نوامبر ۱۹۹۵) خواننده، ترانه سرا استرالیایی-دانمارکی است.
او در مسابقه آواز یوروویژن ۲۰۱۷ نماینده دانمارک بود .